# Coprosma nitida
Coprosma nitida er en busk, som kan blive op til 3 meter høj. Den stammer fra Australien og Tasmanien. De spiselige røde eller orange bær bliver 5 til 10 millimeter lange, der er delte meninger om bærenes smag. Frøene kan ristes og bruges som kaffeerstatning. 
Af vædet kan udvindes en naturlig gul farve. Busken har bedst af fuld sol, men den kan klare lidt skygge. 